# هشم
هشم (بالعبرية השם الاسم) هو اللفظ الدارج للإله في اليهودية. الهاءה أداة التعريف ولفظ «שם شم» تقابل لفظ «اسم» بالعربية فيصير المعنى الاسم، ويلفظ هاشِم

## الخلفية
حتى لا تُخالف الوصية الثالثة «للَا تَنْطِقْ بِٱسْمِ يَهْوَهَ إِلٰهِكَ بَاطِلًا» بأي شكل من الأشكال، صار من الشائع في اليهودية عدم نطق اسم الله (يهوه) والتعبير «ادوناي» المستخدم في العبادة اليهودية. بدلاً من ذلك، يتم استخدام الكلمات البديلة التي إما تكون تصف إحدى صفات الله («السرمدي»، «القدير»، «الرحيم»، «القدوس، المبارك») أو على سبيل المثال للاقتباسات، يذكر أنه في هذه الموضع من الجملة يوجد «الاسم/هشم» (أي اسم الله).
لم يعد معروفًا كيف كان نطق الاسم الشخصي لله - المعبر عنه في الكتاب المقدس العبري (التناخ) بالحروف يـ ـهـ ـو ه. في زمن وجود معبد القدس، ساد الرأي أنه لا يمكن نطقه إلا مرة واحدة سنويًا (في يوم الغفران) من قِبل رئيس الكهنة فيما يتعلق بالشعائر في قدس الأقداس. بعد تدمير المعبد الهيرودي في عام 70، فقدت معرفة نطق الاسم.